# Kingcome River
Der Kingcome River ist ein 70 km langer Zufluss des Pazifischen Ozeans an der Westküste der kanadischen Provinz British Columbia.

## Flusslauf
Der Kingcome River wird vom Kingcome-Gletscher in den Pacific Ranges, einem Teilgebirge der südlichen Coast Mountains, gespeist. Er fließt in überwiegend südlicher Richtung durch das Gebirge. Er nimmt dabei mehrere Nebenflüsse auf, darunter Trudel Creek, Charnaud Creek, Lahlah Creek, Satsalla River und Atlatzi River von links sowie Clear River von rechts. Er mündet schließlich in das Kopfende des Kingcome Inlet, einem Fjord, das sich zur Königin-Charlotte-Straße hin öffnet. Der Kingcome River entwässert ein Areal von etwa 1340 km². Im Norden des Einzugsgebietes wird der Fluss von mehreren Gletschern des Ha-Iltzuk Icefield gespeist. Der mittlere Abfluss 15 km oberhalb der Mündung beträgt 136 m³/s. Während der Eisschmelze der Gletscher im Juni und Juli werden die höchsten Abflüsse gemessen.
Benannt wurde der Fluss 1865 von Kapitän Daniel Pender von der Royal Navy nach Konteradmiral Sir John Kingcome († 1871).